# Воронцово (Торопецкий район)
Воронцово — деревня в Торопецком районе Тверской области России. Входит в состав Скворцовского сельского поселения.

## География
Деревня расположена в западной части области, на юго-западе района. Расстояние до Торопца (центр района) составляет 30 километров, до Скворцова (центр сельского поселения) — 12 километров. В 100 метрах южнее деревни проходит железная дорога Бологое — Великие Луки — Полоцк.

## Климат
Деревня, как и весь район, относится к умеренному поясу северного полушария и находится в области переходного климата от океанического к материковому. Лето с температурным режимом +15…+20 °С (днём +20…+25 °С), зима умеренно-морозная −10…−15 °С; при вторжении арктического воздуха до −30…-40 °С.
Среднегодовая скорость ветра 3,5—4,2 метра в секунду.

## Население
| 2010 |
| ---- |
| 1    |